# Zlín

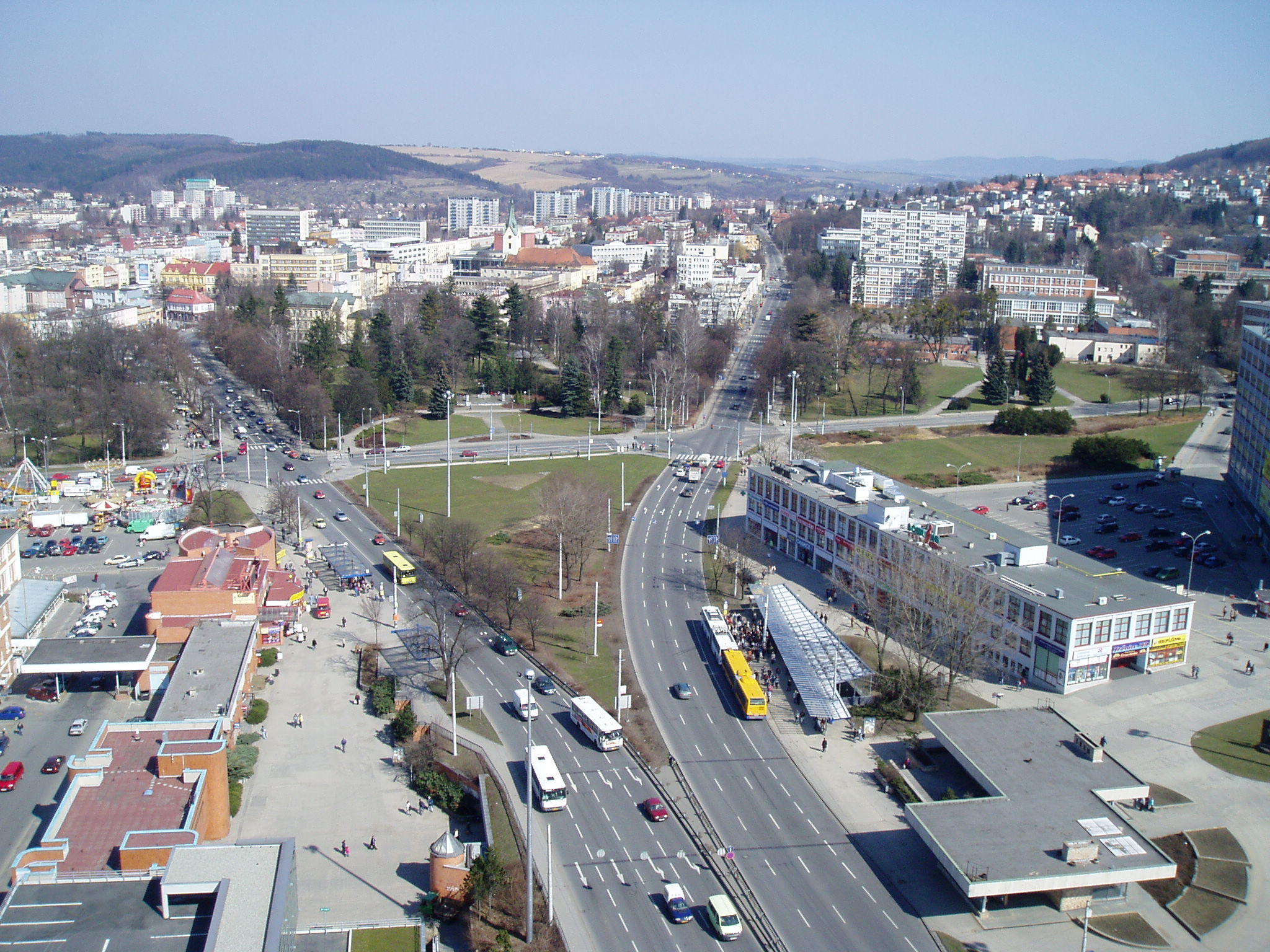
Centrul oraşului

Zlín este un oraș din Republica Cehă, situat in sud-estul Moraviei, de-a lungul râului Dřevnice și totodată capitala regiunii Zlín. Are o populație de 79.390 de locuitori și suprafața de 118,85 km².
Dezvoltarea orașului modern după primul război mondial a fost strâns legată de compania de fabricat încălțăminte Bata, cunoscută ca Pantofii Bata și inovațiile sale sociale pe care le-a adus.
Între 1949—1990, orașul a fost re-numit Gottwaldov.

## Istoric
Prima documentară a orașului Zlín datează din 1322, când a servit ca centru de bresle pentru zona Valahiei Morave. Zlín a devenit localitate urbană în 1397.

## Personalități născute aici
- Josef Abrhám (1939 - 2022), actor;
- Ondřej Čelůstka (n. 1989), fotbalist.